# Polis d'ours des cavernes

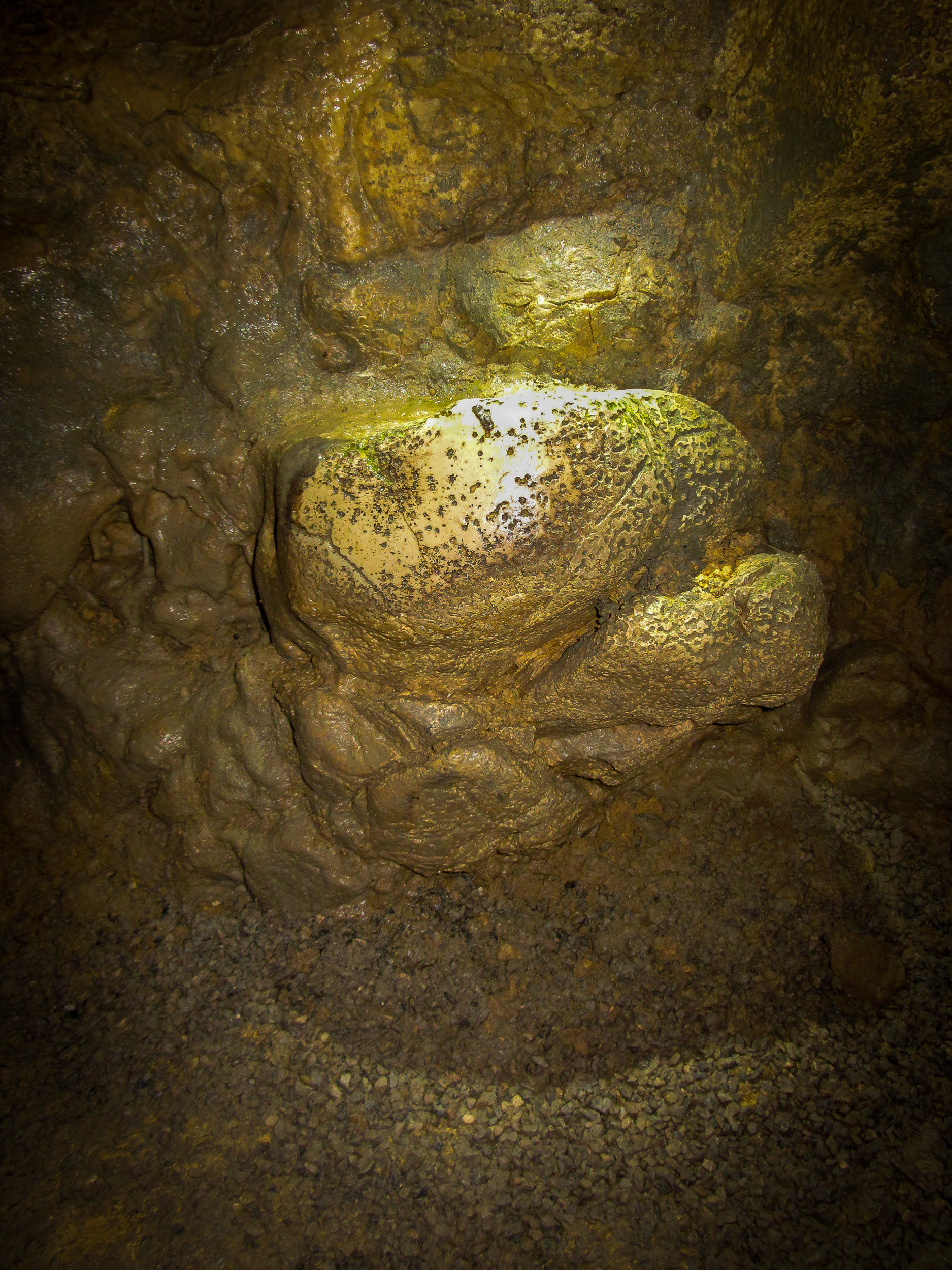
Poli d'ours dans la grotte de Charlotte, Jura souabe, Allemagne.

Les polis d'ours des cavernes sont le résultat du polissage des parois rocheuses dû aux passages répétés des animaux. Il s'agit d'un processus d'abrasion dû au contact fréquent de la fourrure de l'ours des cavernes contre la roche.

## Historique
Les polis d'ours (Bärenschliff) sont mentionnées pour la première fois en 1826 par le minéralogiste et géologue allemand Johann Jacob Nöggerath. En 1823, il avait observé des spécimens de griffades sur les parois de la Alte Höhle à Sundwig.

## Polissage
On suppose que l'ours des cavernes, tout comme aujourd'hui l'ours brun, se roulait dans la boue pour se débarrasser de ses parasites. Les résidus solides contenus dans la boue se collaient à la fourrure de l'animal et produisaient à chaque passage l'effet d'un papier de verre sur les parois des grottes. En circulant dans les cavernes, les ours se frottaient aux roches situées sur leur itinéraire ; au fil du temps, ils ont arrondi et poli les parties proéminentes du rocher, jusqu'à les rendre parfaitement lisses. On ne retrouve des polis qu'à une hauteur comprise entre 0,4 et 1,4 m au-dessus du niveau du sol des grottes attesté au Pléistocène, ce qui correspond à l'épaule de l'animal, dont la hauteur varie en fonction de l'âge des individus. Les polis se forment surtout dans les passages étroits ou dans les parties saillantes des parois. On en trouve également, à une fréquence moindre, sur des stalagmites et blocs de pierre épars dans des cavités spacieuses ; là où les animaux, en se frottant, cherchaient à laisser leur empreinte olfactive, ce qui leur permettait de s'orienter dans l'obscurité de la grotte.

## Extension géographique
Les polis d'ours des cavernes sont particulièrement bien attestés dans des grottes du sud de l'Allemagne, de l'Autriche et de la Suisse, par exemple, dans la Geißenklösterle, dans la grotte de Vogelherd, la grotte de Charlotte, au Hohle Fels, dans la Drachenhöhle et les grottes de Saint-Brais. La grotte de Prélétang, en Isère, présente des polis d'ours remarquables.